# L'estel ferit
L'estel ferit (també conegut com Els cubs) és una escultura de Rebecca Horn formada per quatre cubs desencaixats de 10 metres d'altura total. Situada a la sorra de la platja de Sant Miquel, s'ha convertit en un dels símbols de Barcelona i en un punt de trobada dels surfistes de la ciutat.
L'estel ferit ret homenatge als restaurants i banys que van existir a la platja de la Barceloneta. Va ser erigida l'any 1992, quan es va fer necessari rentar-li la cara als barris més degradats de Barcelona, obrint la ciutat al mar i decorant-la amb escultures sovint innovadores. En aquest cas, Rebecca Horn va voler immortalitzar les guinguetes que durant tants anys van poblar el passeig marítim i que desapareixerien amb la remodelació de la ciutat preolímpica.
Forma part de l'exposició permanent Configuracions urbanes, organitzada per a la nominació de Barcelona com a seu dels Jocs Olímpics del 1992, que va consistir en l'encàrrec de vuit obres a artistes contemporanis, formant un recorregut pels barris de la Ribera, la Barceloneta i el Port Vell. El projecte va estar dirigit per la crítica d'art Gloria Moure.